# Donald Cowie
Pour les articles homonymes, voir Cowie.
Donald Cowie est un skipper néo-zélandais né le 5 janvier 1962 à Palmerston North.

## Carrière
Donald Cowie obtient une médaille d'argent olympique de voile en classe Star aux Jeux olympiques d'été de 1992 à Barcelone.